# Chaenophryne melanorhabdus
Chaenophryne melanorhabdus är en fiskart som beskrevs av Regan och Ethelwynn Trewavas 1932. Chaenophryne melanorhabdus ingår i släktet Chaenophryne och familjen Oneirodidae. Inga underarter finns listade i Catalogue of Life.